# Pycnostega
Pycnostega is een geslacht van vlinders van de familie spanners (Geometridae), uit de onderfamilie Ennominae.

## Soorten
- P. areta Prout, 1934
- P. bassa Herbulot, 1992
- P. clarapicata Herbulot, 1992
- P. fasciata Herbulot, 1992
- P. fumosa (Warren, 1897)
- P. ghesquierei (Prout, 1934)
- P. ghesquieri Prout, 1934
- P. infrequens Herbulot, 1992
- P. insipida Herbulot, 1992
- P. leucochora Prout, 1922
- P. obscura Warren, 1905
- P. ramificata Herbulot, 1992
- P. stilbia Prout, 1922
- P. subtilis Herbulot, 1992
- P. umbrina Herbulot, 1992